# Арыстанды-Карабасский ветер
Арыстанды-Карабасский ветер — горно-долинный ветер, дует вдоль русла реки Арыстанды. Наблюдается на территории Байдибекского, Ордабасинского и Туркестанского районов Южно-Казахстанской области. Горный перевал между западным и восточным хребтами Каратау являются воротами для северных и южных ветров меридианного направления. Скорость ветра достигает 30—35 м/с. При северных ветрах поток воздуха содержит частицы песков пустыни Мойынкум. С этим связано название «карабас» (казах: «черная голова»). Летом сильно нагретый сухой воздух, двигаясь вверх над равниной по руслу реки Арыстанды, действует как суховей.